# CMC P350 Hybrid
CMC P350 Hybrid — гибридный среднетоннажный грузовой автомобиль массой 3,5 тонны, разработанный и производимый тайваньским автопроизводителем China Motor Corporation с 2022 года. Пришёл на смену CMC Leadca, снятому с производства в 2020 году. Для маркетинга на Тайване используется название Jianbing (堅兵) P350 Hybrid.

## Описание

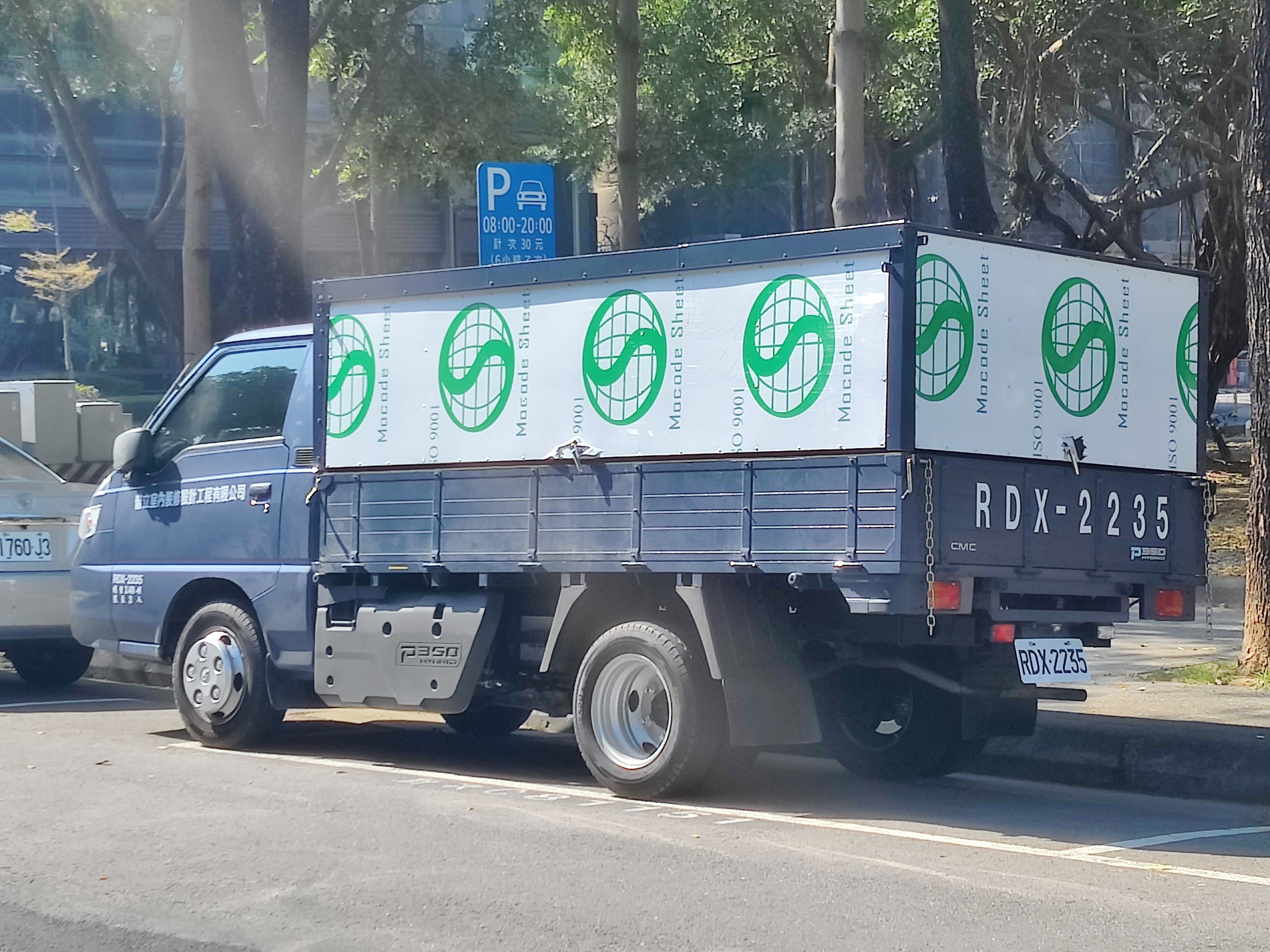
Вид сзади

CMC P350 Hybrid создан на базе обновлённого Mitsubishi Delica третьего поколения, который выпускается с 2019 года компанией CMC. В отличие от Mitsubishi Delica, CMC P350 Hybrid имеет силовой агрегат мощностью 162,6 л. с., усиленный двускатный задний мост и усиленную раму кузова. Грузовой автомобиль P350 Hybrid оснащён гибридной системой, которая включает в себя встроенный стартер-генератор (ISG) собственной разработки. P350 Hybrid имеет максимальную грузоподъёмность 1610 кг, дисковые тормоза на всех четырёх колёсах и двускатные колёса. Габариты грузового отсека — 3079 мм × 1747 мм × 360 мм.

## Технические характеристики
CMC P350 Hybrid приводится в движение 2,4-литровым рядным четырёхцилиндровым двигателем 4G69, электродвигателем ISG и аккумулятором ёмкостью 2,1 кВт⋅ч. Максимальная мощность ДВС составляет 133 л. с., а выбросы CO2 — 20,4 кг/м. Суммарная мощность составляет 162,6 л. с. при 3500 об/мин, а суммарные выбросы CO2 — 26,2 кг/м.